# Texaco Cup 1972-1973
La Texaco Cup 1972-1973 est la 3e édition de ce tournoi qui est remportée par Ipswich Town.

## 1ertour
| Équipe 1                | Équipe 2             | Score                     |
| ----------------------- | -------------------- | ------------------------- |
| Coventry City           | Motherwell           | 3-3 / 0-1 / 3-4           |
| Ipswich Town            | St Johnstone         | 4-2 / 2-0 / 6-2           |
| Wolverhampton Wanderers | Kilmarnock           | 5-1 / 0-0 / 5-1           |
| Ayr United              | Newcastle United     | 0-0 / 0-2 / 0-2           |
| Dundee FC               | Norwich City         | 2-1 / 0-2 / 2-3           |
| Heart of Midlothian     | Crystal Palace       | 1-0 / 1-0 / 2-0           |
| Leicester City          | Dundee United        | 1-1 / 2-2 / 3-3 (5-4 pen) |
| Sheffield United        | West Bromwich Albion | 1-1 / 0-1 / 1-2           |

## 2etour
| Équipe 1             | Équipe 2                | Score                     |
| -------------------- | ----------------------- | ------------------------- |
| Heart of Midlothian  | Motherwell              | 0-0 / 2-4 / 2-4           |
| Ipswich Town         | Wolverhampton Wanderers | 2-1 / 1-0 / 3-1           |
| Leicester City       | Norwich City            | 2-0 / 0-2 / 2-2 (3-4 pen) |
| West Bromwich Albion | Newcastle United        | 2-1 / 1-3 / 3-4           |

## Demi-finales
| Équipe 1         | Équipe 2     | Score           |
| ---------------- | ------------ | --------------- |
| Newcastle United | Ipswich Town | 1-1 / 0-1 / 1-2 |
| Norwich City     | Motherwell   | 2-0 / 2-3 / 4-3 |

## Finale
| Équipe 1     | Équipe 2     | Score           |
| ------------ | ------------ | --------------- |
| Ipswich Town | Norwich City | 2-1 / 2-1 / 4-2 |